# Brigadier général (États-Unis)
Pour les articles homonymes, voir Brigadier-général.
Le grade de brigadier général (brigadier general), aux États-Unis, est le premier grade des officiers généraux, à une étoile. En considérant l'ordre hiérarchique ascendant, il est précédé du grade de colonel et suivi de celui de major général. L'équivalent français du « brigadier général » est le général de brigade qui, lui, porte deux étoiles.
Le grade de « brigadier général » est souvent une dénomination alternative pour le commandant d'une brigade. Ainsi, le premier grade d'officier général de l'armée américaine est celui de brigadier general (abréviation BG dans l'US Army, BGen dans le Corps des Marines et Brig Gen dans l'US Air Force). On parle également de « général une étoile » (one‑star general) à cause de l'insigne de son grade.

## Limites statutaires légales
Le Code des États-Unis (titre X, chapitre 32, article 526) limite explicitement le nombre d'officiers généraux qui peuvent être en service actif : 231 pour l'Armée de terre, 198 pour l'Armée de l'air, 162 pour la Marine et 62 pour le Corps des Marines. Par ailleurs, le même article donne le nombre minimal d'officiers généraux pouvant être en service : 85 officiers pour l'Armée de terre.

## Promotion, nomination et durée de service
Les officiers admissibles au grade de brigadier‑général passent devant un comité constitué d'autres officiers généraux de la même armée. À la suite de ses auditions, le comité recommande une liste d'officiers. Cette liste est ensuite envoyée au secrétaire de service et les chefs communs pour examen avant d'être envoyée au président des États-Unis, par le secrétaire à la Défense, pour examen.
Le président nomme les officiers promus avec l'avis du secrétaire à la Défense, le secrétaire de service, et le cas échéant, le chef de service du personnel ou commandant. Le Sénat doit alors confirmer le candidat par un vote à la majorité. Une fois confirmé par le Sénat, le candidat est promu dès qu'un poste nécessitant un officier du rang de brigadier‑général se libère.
La durée d'un brigadier‑général dans son grade est de deux à quatre ans.

## Retraite
S'ils ne se sont pas retirés volontairement, tous les brigadiers‑généraux doivent prendre leur retraite après cinq années dans le grade ou 30 ans de service, au plus tardif des deux, à moins d'être promus ou nommés de nouveau au même grade du fait de leur spécialisation.
En outre, tous les officiers généraux et amiraux sont mis à la retraite d'office le premier jour du mois suivant leur 64e anniversaire.

## Histoire
Le grade de brigadier général existe dans les Forces armées des États-Unis depuis le début de l'Armée continentale en juin 1775. Pour éviter les erreurs dans la reconnaissance des officiers, une ordonnance générale a été publiée le 14 juillet 1775, établissant que les généraux de brigade porteraient un ruban, porté sur la poitrine, entre le manteau et le gilet, de couleur rose. Plus tard, le 18 juin 1780, il a été prescrit que les généraux de brigade seraient plutôt porteurs d'une étoile d'argent unique sur chaque épaulette. Dans un premier temps, les généraux de brigade étaient des officiers d'infanterie qui commandaient une brigade, mais, au cours des XIXe et XXe siècles, les responsabilités du rang se sont considérablement élargies.
Au cours de la période allant du 16 mars 1802 au 11 janvier 1812, le grade de major général a été aboli et le général de brigade est devenu le plus haut rang dans l'armée américaine. Prévoyant la nécessité d'un état-major élargi en cas de guerre, qui semblait imminente, le Congrès a rétabli le grade de major général en janvier 1812,.
Le premier général de brigade dans l'US Marine Corps était le commandant Archibald Henderson, breveté au rang de général de brigade dans les années 1830 pour son service dans la seconde guerre séminole. Le premier général de brigade dans les Marines non-breveté a été le commandant Jacob Zeilin qui a été promu à ce grade en 1874, mais quand il prit sa retraite en 1876, le colonel est redevenu le plus haut rang dans les Marines jusqu'en mars 1899 lorsque le commandant Charles Heywood a été promu. Depuis lors, le bureau du commandant est détenu par un officier général, avec le grade de commandant permanent soulevé major général en 1908 et au premier lieutenant général, puis général pendant la Seconde Guerre mondiale, dont le rang est toujours occupé depuis.
Les insignes pour un général de brigade sont une étoile d'argent porté sur l'épaule ou au col, et n'a pas changé depuis la création du classement il y a deux siècles. Depuis la guerre américano-mexicaine, cependant, le grade inférieur de colonel a été le grade habituel pour commander une brigade qui est organique à une division (par exemple, la 1re brigade de la 94e division d'infanterie, vice la 187e brigade d'infanterie).
Aujourd'hui, un « BG » de l'Armée de terre ou du Corps des Marines sert généralement comme adjoint au général commandant une division et apporte son aide dans la planification et la coordination d'une mission. Dans une brigade d'infanterie non organique à une division, un brigadier‑général dirige l'unité, tandis qu'un colonel sert comme commandant adjoint. Dans l'Armée de l'Air, le général de brigade commande généralement une grande unité (Wing). En outre, les officiers à une étoile de tous les services peuvent servir comme officiers de haut niveau dans les grandes organisations militaires.

## Culture populaire
- Le grade de brigadier‑général apparaît à plusieurs reprises dans la franchise Stargate :
  - dans la série télévisée Stargate SG-1, le colonel Jack O'Neil (chef de l'équipe SG-1) est promu brigadier‑général lorsqu'il est nommé à la tête du SGC ;
  - toujours dans la série SG-1, le chef des cadets de l'académie de l'U.S. Air Force est le brigadier‑général Michael Kerrigan ;
  - dans le jeu Stargate Resistance, le SGC est dirigé par le brigadier‑général Samantha Carter (membre de l'équipe SG-1).
- Dans la série Marvel : Les Agents du SHIELD, le directeur de l'ATCU est le brigadier‑général Glenn Talbot.

### Sources
- (en) Cet article est partiellement ou en totalité issu de l’article de Wikipédia en anglais intitulé « Brigadier general (United States) » (voir la liste des auteurs).